# 江尻慎太郎
江尻 慎太郎（えじり しんたろう、1977年4月30日 - ）は、宮城県仙台市宮城野区出身の元プロ野球選手（投手、右投右打）・野球指導者、野球解説者、スポーツキャスター、実業家。
2023年4月1日より、福岡ソフトバンクホークス子会社であるAcroBatsの代表取締役社長を務める。

## 経歴

### プロ入り前
進学校の宮城県仙台第二高等学校野球部時代はエースとして活躍し、3年春の県大会では強豪の仙台育英学園高等学校を破って大会を制し注目を浴び、東北大会では準優勝も経験した。3年夏は県大会ベスト8で終えた。慶應義塾大学の当時の監督・後藤寿彦から誘いを受けるが、2年間浪人した。
3度目の受験で早稲田大学社会科学部に合格し入学し、二浪の末に早稲田大学に入学したという経緯が同じ事、低めへの制球力から「小宮山悟二世」と呼ばれた。大学1年秋の早慶戦でリーグ初勝利を完封で飾り、インタビューで「慶應義塾大学、ザマ見ろって感じです」と答えている。その後も早慶戦では無類の強さを発揮し、1年秋・4年春・秋の計3度先発して完封2度を含む負け無しの3勝を挙げ、計27イニングでわずか1失点だった。4年秋の早慶戦では13安打を浴びながらも完封し、慶応大の完全優勝を阻止した。2年春に右肘の靭帯を故障し、3年時には登板しなかった。4年秋は1学年下の和田毅と「二枚看板」として奮戦し、7試合43回2/3を投げ防御率1.62と抜群の安定感だった。リーグ戦通算28試合で5勝6敗、防御率2.49、112奪三振の成績を残した。
11月12日に日本ハムファイターズへ自由獲得枠での入団が内定した。当初、日本ハムはドラフト1位で寺原隼人の指名を予定しており一転しての獲得だった。11月19日、2001年のプロ野球ドラフト会議で日本ハムに自由獲得枠で指名された。小宮山が横浜時代に着用していた背番号27を背負うことになった。

### 日本ハム時代
2002年
7月11日に長野オリンピックスタジアムで行われたフレッシュオールスターゲームに選出され、4回から2番手として登板し1回を無失点に抑えた。10月5日に初めて一軍出場選手登録されると、同日本拠地・東京ドームで行われた対大阪近鉄バファローズ戦に6回5点ビハインドから3番手としてリリーフでプロ初登板し、先頭打者の水口栄二にレフトにソロ本塁打を打たれ、1イニングを投げ1失点という結果だった。10月11日の対千葉ロッテマリーンズ戦では8回2点ビハインド一死一塁から登板し、堀幸一を併殺に打ち取った。一軍では以上2試合の出場でシーズンを終えた。イースタン・リーグ公式戦では16試合、63イニングを投げ防御率4.00だった。
2003年
2月24日に佐々木貴賀と渡米し、アリゾナ州ツーソンで行われるアリゾナ・ダイヤモンドバックスの春季キャンプに参加した。3Aの試合ではカート・シリングの後を受け2番手で登板し2イニングを無失点に抑えるなどリリーフとして経験を積んだ。
開幕は二軍で迎え、4月30日には自身の誕生日にノーヒットノーランを達成し、イースタン・リーグ特別表彰を受賞した。6月3日に一軍へ昇格し、同日リリーフで1回を無失点に抑えたが登板機会がなく1試合のみの出場で6月9日に抹消された。9月24日に再昇格し、同日の対福岡ダイエーホークス戦でプロ入り初先発を果たしたが、2回に鳥越裕介の2点タイムリー、3回に松中信彦のソロ本塁打、ペドロ・バルデスのタイムリーで4点先行され7イニングで降板した。なお、味方打線の奮起により負けは付かなかった。9月30日にも再び先発の機会を得たが近鉄打線にKOされ、10月5日に二軍降格となりそのままシーズンを終えた。二軍では規定投球回を投げ、チームトップの防御率3.20、9勝(リーグ3位)、3完投(リーグ2位)を記録し、リーグ優勝に貢献した。11月11日のファーム日本選手権で7回2点ビハインドから登板したが、斉藤秀光にソロ本塁打を打たれ2回1失点に終わった。
2004年
4月21日に一軍へ昇格し、同日の対埼玉西武ライオンズ戦で6回2/3を投げ3失点と好投しプロ入り初勝利を挙げた。4月28日に北海道移転後の本拠地札幌ドームで初出場初先発したが、3回に6連打を浴び4失点し、打者15人、2回0/3でプロ最短KOとなった。その後再びKOされ5月6日に二軍へ降格した。7月20日に再昇格すると、同日の西武戦で先発し、4失点しながらも本拠地初勝利を挙げた。8月4日に先発で3試合3連勝を記録した。8月11日に7失点し、8月14日に再び降格した。9月4日に昇格し先発で勝利したが一旦抹消され、9月23日に再昇格し1試合先発してレギュラーシーズンを終えた。先発9試合で5勝1敗と勝ち越し、チームのプレーオフ進出に貢献した。
プレーオフではレギュラーシーズンで西武に3勝0敗という相性を買われて10月3日第3戦に先発し、ポストシーズン初出場・初先発を果たした。初回に3点の援護を得たが、3回にアレックス・カブレラに満塁本塁打を浴び逆転され、3イニング4失点で降板となった。なお打線が9回に同点に追いつき自身の負けは消えた。
2005年
オープン戦から好調で、3月30日に一軍に昇格し、同日の西武との開幕第5戦から先発ローテーション入りを果たした。4月6日のいわきグリーンスタジアムでの東北楽天ゴールデンイーグルス戦での先発では、7回1失点の好投でシーズン初勝利を上げた。4月25日の対福岡ソフトバンクホークス戦で自己最多の3本塁打を被弾し3回途中でKOされた。5月14日に本拠地・札幌ドームで行われた対横浜ベイスターズ戦で打者29人を無失点に抑え、交流戦初勝利をプロ初完封勝利で挙げた。この試合を境に調子を崩し、5月21日の東京ドームで行われた対読売ジャイアンツ戦で先発したが制球が定まらず、特に小久保裕紀には初回に二塁打、3回にも二塁打、4回には左中間看板を直撃する145メートルの2ラン本塁打を打たれ、4回途中7失点でKOされた。打った瞬間に本塁打と判り、怒りのあまり打球の行方を見ることなくその場にグラブを叩きつけ話題となった。この頃、中継ぎへの転向をトレイ・ヒルマンに訴えたこともあった。6月1日の対巨人戦では6回1点リードというプロ初のホールド機会で登板し、6回を無失点に抑えたが、7回に連続安打から斉藤宜之の犠打を自身がエラーして無死満塁とし、仁志敏久の併殺打で同点に追いつかれて救援失敗した。その後は再び先発に戻り6試合に先発し2勝1敗と勝ち越したが1試合も6回まで持つことがなく、7月15日の試合で5回途中7失点KOにより防御率も5.79と悪化したため7月16日に二軍へ降格し、そのままシーズンを終えた。
2006年
3月2日の楽天との開幕第2戦から先発ローテーションに入った。4月9日の対西武戦ではアレックス・カブレラと胸元への投球をめぐって言い争いになる乱闘騒ぎとなった。4月23日時点ではチームトップの3勝を挙げるなど好調で、5月13日の対横浜戦で7回1失点の好投で4勝目を挙げ、チームを3連勝に導いた。しかし調子は続かず5月27日の対東京ヤクルトスワローズ戦で2回0/3、自己ワーストの打者12人でプロ最短KOを更新し、2連敗により二軍へ降格し、イースタン・リーグ公式戦でも防御率5.40と調子は戻らずそのままレギュラーシーズンを終えた。
プレーオフ、日本シリーズはベンチ入りもできなかったが、アジアシリーズでは予選リーグ第3戦の対チャイナスターズ戦で8回6点リードから4番手として登板して1イニングを投げ、クリーンナップを3者連続三振に抑えた。
2007年
春季キャンプの2月4日第1クール最終日に第1子と対面するため産休で欠席した。2月27日の紅白戦で先発して3回6失点と炎上し、同日鎌ケ谷行きとなり、3月15日の教育リーグの先発を最後にリリーフとなった。二軍で10試合で防御率0.79と好投し、4月24日に一軍へ昇格すると、5月5日の対オリックス・バファローズ戦で6回3点ビハインド二死一塁から登板して三振に切り抜けて3点の援護、7回も無失点に抑えてさらに3点援護を得てプロ初の救援勝利を果たした。5月16日の対楽天戦では5回1点リード一死満塁から登板して走者一掃三塁打で3失点と救援失敗したが、髙橋信二のスリーランホームランなど4点の援護を得て2勝目を挙げた。5月27日に同点からの登板で好投して3勝目を挙げ、6月10日の対巨人戦では9回1点リード一死一三塁から登板してプロ初セーブを挙げた。6月20日の対広島戦で5回2点リード二死満塁のピンチを切り抜け、8回にソロ本塁打を許したものの4勝目を挙げ、交流戦優勝マジックを1とした。6月30日の対オリックス戦では7回3点リードから1イニングを無失点に抑えてプロ初ホールドを記録した。7月7日の千葉ロッテ戦では8回同点から登板して3イニング無失点の好投で小谷野栄一のサヨナラ弾を呼び5勝目を挙げた。5月から7月までの23試合で5勝したが、登板の半数は救援失敗するなど安定感は欠いた。8月12日の西武戦では8回2点ビハインド一死一二塁からアレックス・カブレラを併殺に打ち取り、9回に3点の援護を得て球団史上初の1球勝利で6勝目を挙げた。9月2日のソフトバンクとの首位攻防戦で8回1点ビハインド一死一二塁から登板して併殺で切り抜け、9回も3者凡退に抑えると工藤隆人の逆転サヨナラタイムリーにより自己最多の7勝目を挙げた。昇格後1度も抹消なくフル稼働していたが4度目の3連投となった9月16日の対ソフトバンク戦後に右肘の痛みを訴え、9月22日に出場選手登録を抹消され、その後も痛みが慢性化していたため、都内の病院で左手首の靭帯を右肘に移植する右肘側副靭帯再建手術（トミー・ジョン手術）を受けた。11月7日に鎌ケ谷でジョギングなどを行いリハビリをスタートした。同年は怪我のためポストシーズンには出場できなかったが、42試合に登板して自己最多出場を更新し、防御率も初の3点台を残してチームのリーグ連覇に貢献した。
2008年
4ヶ月間のノースロー期間を終えて、2月のキャンプ中にキャッチボール、4月にブルペンでの投球を再開した。シーズンの大半をリハビリに費やし、一軍への出場は無かった。7月29日のイースタン・リーグ公式戦対西武戦で7回から2番手として登板し、三浦貴にソロ本塁打を許したが1イニングを投げ1失点で実戦復帰を果たした。二軍で7試合に登板してシーズンを終えた。
2009年
4月下旬のファームから小林繁コーチの元でサイドスローに転向し、5月22日に一軍へ昇格し、同日本拠地で行われた対ヤクルト戦で8回1点ビハインド二死二塁から武内晋一を空振り三振に抑えてピンチを切り抜け、8回も3者凡退に抑えて一軍復帰登板を果たした。6月5日の対巨人戦で2007年7月7日以来の3イニングを投げ、満塁にする場面もありながら無失点に抑えた。6月10日の対横浜戦で7回同点から登板し、先頭打者を三振に抑えたが、続く2者に連打を浴びて降板、後続を宮西尚生が抑えたことで術後初ホールドを記録した。7月11日の対千葉ロッテ戦で6回1点リードの場面で登板したが同点打を浴び、先発・八木智哉の白星を消したものの、2イニング目は3者凡退に抑え、味方の援護により術後初勝利を挙げた。8月11日から8月15日の期間は3試合連続ホールドを挙げた。9月10日に一旦二軍へ降格し、9月20日に再昇格した。10月6日の対西武戦では延長11回同点一死無走者の場面で2者を連続ゴロに打ち取って建山義紀に繋ぎ、2年ぶりのリーグ優勝決定となる金子誠のサヨナラ犠牲フライを呼んだ。レギュラーシーズンは防御率も3点台で終えて45試合に登板し、故障からの復活を遂げた。うち33試合が3点差以内の僅差登板で、主に同点や僅差ビハインドの場面で活躍し、リーグ優勝に貢献した。
クライマックスシリーズ第2ステージでは4試合中3試合に登板した。10月21日第1戦では2点ビハインドから山崎武司に走者一掃二塁打を打たれ点差を広げてしまったがチームは逆転勝利した。10月24日第4戦では1点リードの場面で4番5番をフライに打ち取ったがトッド・リンデンに二塁打を打たれ、左打者・中村真人を迎えた所で降板となったが、代わった林昌範が打ち取った事でポストシーズン初ホールドが記録され、チームも日本シリーズ進出を決めた。日本シリーズでは3試合に登板した。10月31日第1戦では7回1点ビハインド一死二三塁の場面から登板したが李承燁に追加点を許した。11月3日第3戦でも8回1点ビハインド二死一三塁の場面で起用されたが阿部慎之助に追加点を許した。11月7日第6戦では8回2点ビハインド二死一二塁でアレックス・ラミレスを空振り三振に抑えたが味方の追撃は及ばず、同試合で日本シリーズ敗退となった。自身は自責0で終えたが梨田昌孝監督の期待には応えられなかった。
2010年
開幕を1軍で迎えたが、開幕第2戦となる3月21日の対ソフトバンク戦で7回1点リード二死無走者の場面から小久保裕紀に同点の二塁打を浴び、翌日3月22日の同カードでは9回15点リードの場面から登板し、先頭打者のサードゴロを飯山裕志がエラーしたのをきっかけに集中打を浴び4失点し、翌日3月23日に二軍降格となった。

### 横浜・DeNA時代

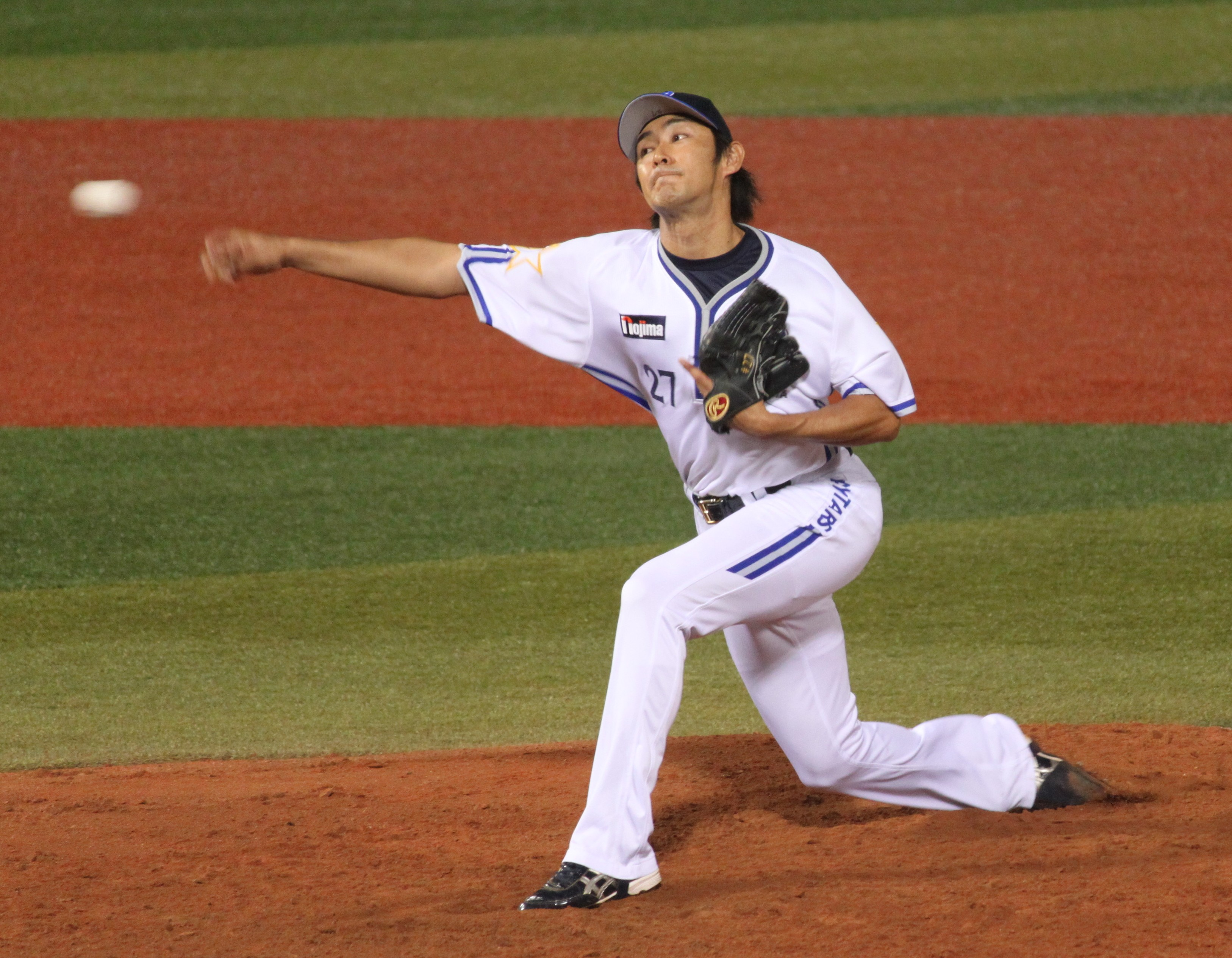
横浜時代（2011年）

2010年4月1日に、石井裕也とのトレードで、横浜ベイスターズへ移籍した。移籍当初の背番号は52。
2010年
4月3日に神宮球場で入団会見を行い、4月4日に出場選手登録され一軍へ昇格すると、同日の対ヤクルト戦8回1点リードの場面で移籍初登板して3者凡退に抑えて移籍後初ホールドも記録した。4月6日に早くも「クアトロS」として横浜リリーフ陣の仲間入りとなった。移籍後7試合連続無失点と好投を続けていたが、4月20日の対巨人戦で7回同点の場面で登板して3者凡退としたものの、続く8回に二死一塁から連打で満塁として李承燁に押し出し四球を与えて降板し、移籍後初黒星を喫した。続く4月24日からは5試合連続ホールドを記録した。その後僅差ビハインドでの起用が続くと調子を崩し、5月26日の対オリックス戦では8回2点ビハインド無死一二塁の場面から登板して2失点、9回にも3失点するなど救援失敗が続き、大差での登板も増えた。7月15日に二軍降格となるが8月8日に再昇格し、8月21日からの6試合で無失点の好投など調子を上げ、9月に入っても維持した。5連投目となる9月9日の対巨人戦では4回3点ビハインドの場面から登板して3者凡退に抑えた直後に5点の援護を貰い、移籍後初勝利を挙げた。9月11日には自身最長の7連投を経験し、その間の自責点は0だった。続く9月14日からは5試合連続で救援失敗し、9月23日に二軍降格となり、そのままシーズンを終えた。最終的に自己最多（チーム2位タイ）の54試合に登板した。オフの12月6日に2011年度の背番号が日本ハム時代と同じ27に変更されることが発表された。
2011年
開幕を一軍で迎えた。僅差で投げるリリーフとして4月15日からの13試合で自責点0と好調でその間に2勝を挙げた。5月20日から4試合連続ホールド、6月4日からは10試合連続無失点と好投した。7月4日に落合博満からの監督推薦によりオールスターゲームに初選出された。なおファン投票では中継ぎ投手部門の2位だった。7月18日から再び4試合連続ホールドを挙げた。オールスターゲームでは7月22日第1戦で2回から登板して初出場を果たしたが元同僚の糸井嘉男にタイムリー打を浴びた。7月24日に故郷・日本製紙クリネックススタジアム宮城で行われた第3戦では7回から登板し、2イニング目の8回には中村剛也、T-岡田、中田翔といったパ・リーグの強打者3人を3者連続三振に抑えて無失点と好投した。8月5日までにチーム最多の44試合に登板していたが発熱により出場選手登録を抹消された。精密検査の結果、ウイルス性髄膜炎と診断されて入院した。8月26日に一軍へ復帰すると9月に入ってからは前任の走者を返す場面が2度ありながらも、自身は9月・10月の19試合を防御率0.00、5ホールドで終えた。最終的に登板数、ホールド数も自己記録を大幅に更新し、防御率も初めて2点台で終えた。
2012年
2月23日に右肩痛を発症し春季キャンプを中盤で離脱した。5月17日にJX-ENEOSとの二軍練習試合で約3ヶ月ぶりに実戦復帰した。オールスター直前の7月13日に一軍へ昇格し、同日の対広島戦では危険球退場となった2番手の福山博之に代わって6回3点ビハインド無死一二塁の場面から急遽登板したが長打3本を浴び5失点を喫した。翌日7月14日の同カードでは8回3点ビハインドから登板したが迎祐一郎にソロ本塁打を浴び、これがDeNAでの一軍最後の登板となった。翌日7月15日に抹消され、イースタン・リーグでも31試合で防御率5.29と立て直せずそのままシーズンを終えた。

### ソフトバンク時代
2012年11月5日に、神内靖・多村仁志・吉川輝昭とのトレードで、山本省吾・吉村裕基とともに福岡ソフトバンクホークスへ移籍することが発表された。背番号は00。秋季キャンプにも参加した。
2013年
5月4日に一軍昇格したが、登板4試合中3試合で失点するなど結果を残せず5月20日に二軍降格となった。8月10日に再び一軍昇格し、8月15日の対西武戦（西武ドーム）で横浜時代の2011年5月7日の対阪神タイガース戦（横浜スタジアム）以来831日振りに移籍後初勝利を挙げた。シーズン終盤は失点が続き二軍に降格したが、10月6日のファーム日本選手権では8回途中から抑えで登板し、1回1/3を投げ4者連続の凡退に抑え、優秀選手賞を受賞した。
2014年

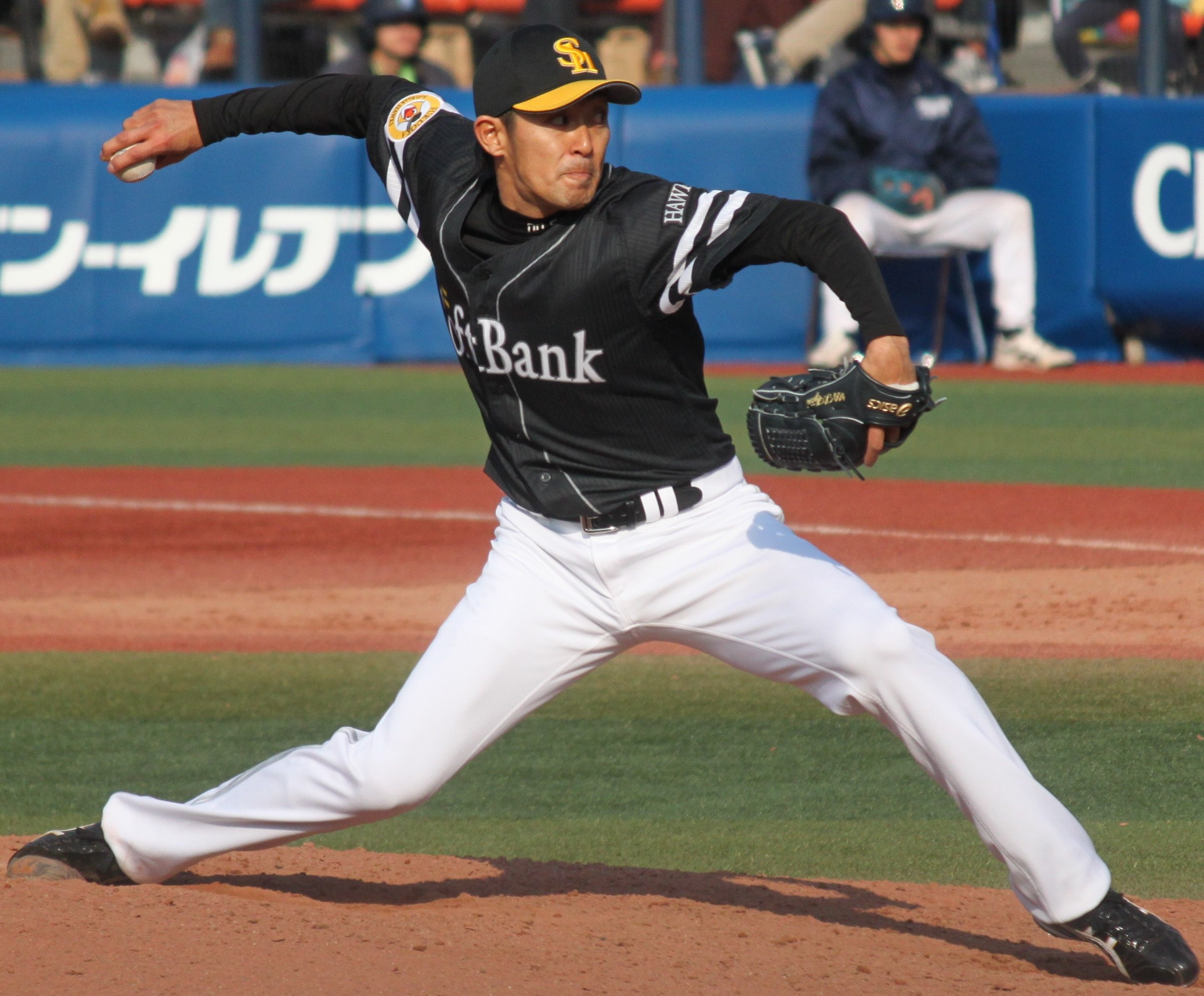
ソフトバンク時代の投球フォーム（2014年）

6月15日に一軍へ昇格し、6月22日の対巨人戦でシーズン初登板を果たしたが連続二塁打を打たれて失点し、1試合のみで7月3日に二軍へ降格した。8月8日に再昇格して8月13日の対楽天戦で2点ビハインド一死一二塁の場面で登板し、4番アンドリュー・ジョーンズをサードゴロに打ち取ったが、金子圭輔が悪送球エラーして点差を広げる形で降板となった。8月15日に2位オリックスとの首位攻防戦で3点ビハインドから登板したが、先頭打者に本塁打、二死から連続タイムリーなど3失点し、これがプロ最後の一軍公式戦出場となった。翌8月16日に二軍へ降格した。二軍ではウエスタン・リーグ2位の14セーブを挙げた。10月31日に球団から戦力外通告を受けた。

### 戦力外通告
戦力外通告の際にソフトバンク球団取締役から「関東地区担当のスカウトとしての残留」、別の取締役から「グループ会社のソフトバンクコマース&サービス（後のSB C&S）への入社」のいずれかを勧められた。
本人は現役続行を希望していたことから、2014年11月9日に第1回12球団合同トライアウト（草薙球場）へ参加し、シートバッティング形式で対戦した4人の打者を無安打に抑えたほか、ストレートで最速145km/hを計測した。トライアウトの直後にはソフトバンクの編成部が他の11球団に対して江尻を獲得する意思の有無を確認。どの球団にも獲得の意思がないことを編成部長経由で11月12日に知らされたため、現役引退を決意した。
11月22日にソフトバンク球団より引退が正式に発表され、24日の球団ファン感謝祭「ファンフェスティバル」（福岡ヤフオク!ドーム）で、江尻の引退セレモニーを開催した。

### 現役引退後
前述のようにソフトバンク球団から「球団スカウトへの就任」、「ソフトバンクのグループ企業へ入社」の選択肢を持った打診を受け、2015年2月1日付でソフトバンクコマース&サービス（SB C&S）へ入社し、クラウドマーケティング推進室に配属された。
原則として社員の兼業を禁じている同社から特別に承諾を得たうえで、土・日曜日を中心に野球解説者としても活動。2015年からは東日本放送の楽天戦中継、2016年からは北海道テレビの日本ハム戦中継で随時解説を担当している。ソフトバンクが運営するスポナビライブでも、2016年のサービス開始からDeNA戦の中継に出演。当初は解説に専念していたが、同年8月13日の対広島戦（横浜）中継では、同級生でソフトバンク時代のチームメイトでもあった斉藤和巳を解説者に迎えて実況（MC）デビューを果たした。
2017年の第4回WBSC U-12ワールドカップでは、早稲田大学の先輩・仁志敏久が監督を務めるU-12日本代表の投手コーチへ就任。サラリーマンとしての業務や野球解説者としての活動と並行させながら、野球指導者としての第一歩を踏み出した。背番号は27。
2018年にソフトバンク球団へ出向となり、球団広報を務める傍ら、3月24日から東日本放送のスポーツ情報番組『もえスポ』でメインパーソナリティを務める。
2019年9月18日にヤフオクドームにて記者会見を開き、ソフトバンク球団の子会社として8月1日に設立した、スポーツ選手のマネジメントや元スポーツ選手のセカンドキャリア事業、イベントプランニングを行う新会社「AcroBats」にて、事業・戦略・企画担当として従事することを発表した 。2023年4月1日付で、同社社長に就任している。
2020年からは、新たにスタートする野球リーグ・北海道ベースボールリーグの特別講師に就任することを発表した。AcroBatsでのセカンドキャリア事業の一環であり、日本ハムを退団してから久しぶりの北海道での活動となる。7月12日にリーグ公式Twitter上で、8月7日の1日のみレラハンクス富良野BCと契約を結び、現役復帰することが発表された。次年度よりリーグに参加する石狩レッドフェニックスの球団設立を記念したプレシーズンマッチとして石狩青葉球場で行われた、8月7日のリーグ第41回戦で登板している。

## プレースタイル
サイドスロー気味のスリー・クォーターから平均球速約144km/h、最速153km/hの速球と横に曲がるスライダー、カットボール、フォークボールを投げる。
高校3年生時の球速は130km/hほどで、入団直前の最高球速は147km/h。2003年のイースタン・リーグ湘南シーレックス戦で150km/hを2度記録したが、オフに「150キロを投げても年俸は1円も上がらないと、分かった」と速球へのこだわりを捨てた。
日本ハム時代に右肘を故障して1年以上一軍の試合に出場が無かった際、当時投手コーチを務めていた小林繁の勧めでサイドスローへ転向した。
2010年秋季キャンプで尾花高夫監督から配られた個別のチャートに空振りを狙いに行く投球を否定され、打たせる事に主眼を置く投球へと意識を変えた。

## 人物
現役時代は花粉症にも悩まされた。予備校時代に仲間と宮城球場を9,500円で借り切って草野球をしたことがある。端正な顔立ちで、家族思いで礼儀正しい とされる。
2001年12月21日の日本ハムドラフト入団会見で、記者からの「大島康徳監督（当時）にはどのような印象を持っていますか?」という質問に、「小学生のころは、ファミコンで、チャンスに強いバッターとして使わせて頂いておりました」と発言し、大島を苦笑いさせた。
2009年の週刊ベースボール誌のインタビューでは「4位以下の指名ならば拒否するつもりだった」「今の日本ハムではエースになれないため入団しなかった」と語っている。
横浜移籍が決定した際に、ユニホームに日本ハムの選手全員にサインを書いてもらい、その後の移籍会見で感極まって涙を流した。一部報道の予想では当時の日本ハム監督・梨田昌孝は江尻の横浜への移籍を強硬に反対したが、フロントは契約交渉が難航した事と若手を使って欲しい事を理由に一蹴し、以後監督とフロントの対立の火種になったとされている。
2009年リーグ優勝のビールかけの時にナース姿のコスプレを披露して話題を呼んだ。なお、妻の麻理さんからは「今度やったら離婚」と言われたという。
2011年3月11日の東日本大震災では実家・仙台市の家族は無事で、被災地へ100万円の義援金を送った。同年6月には10試合登板毎に被災地へ自動体外式除細動器（AED）を送る事を発表し、同年は自己最多の65試合に登板して2012年1月12日に6台を寄贈した。
日本ハムへの入団当初から「日本経済新聞」を愛読。現役引退後は、ソフトバンクC&Sの法人営業担当として、マーケティングに使用するソフトウェアなどのプレゼンテーションに従事している。その一環で、古巣のソフトバンク球団 や、読売ジャイアンツの球団事務所もたびたび訪れているという。
現役からの引退後にソフトバンク球団スカウトへの就任ではなく、ソフトバンクC&Sへの入社を選んだのは、同社を推薦した球団取締役から「江尻が野球界を離れて活躍すれば、その分だけ野球界における江尻の価値も上がる」と言われたことによる。もっとも、ビジネスマナーが身に付かないうちにメーカーとの会議への同席を命じられたことから、後にネットマーケティング検定を受験。営業活動のプレゼンや資料の作成に必要なIT関連のスキルも、短期間で身に付けたという。江尻は自身の境遇について、「挑戦することが生きがいだったプロ野球選手が、現役を退いたことを機に『サラリーマン』という安定した立場に転じても、モチベーションを探すことは難しい。今の自分は『株式会社プロ野球』という大きな枠組みの『現役プロ野球選手部門』を卒業して『ビジネスマン部門』にいる感覚と、（その枠組みの中の）現役選手として戦い続けることへのモチベーションを持ちながら生きている。『プロ野球選手』だったことは生涯を終えるまで付いて回るので、今後も『元プロ野球選手』という肩書にプライドを持ち続けたい」と述べている。

## 詳細情報

### 年度別投手成績
| 年 度      | 球 団        | 登 板 | 先 発 | 完 投 | 完 封 | 無 四 球 | 勝 利 | 敗 戦 | セ 丨 ブ | ホ 丨 ル ド | 勝 率 | 打 者 | 投 球 回 | 被 安 打 | 被 本 塁 打 | 与 四 球 | 敬 遠 | 与 死 球 | 奪 三 振 | 暴 投 | ボ 丨 ク | 失 点 | 自 責 点 | 防 御 率 | W H I P |
| ---------- | ------------ | ----- | ----- | ----- | ----- | -------- | ----- | ----- | -------- | ----------- | ----- | ----- | -------- | -------- | ----------- | -------- | ----- | -------- | -------- | ----- | -------- | ----- | -------- | -------- | ------- |
| 2002       | 日本ハム     | 2     | 0     | 0     | 0     | 0        | 0     | 0     | 0        | --          | ----  | 6     | 1.2      | 2        | 1           | 0        | 0     | 0        | 1        | 0     | 0        | 1     | 1        | 5.40     | 1.20    |
| 2003       | 日本ハム     | 3     | 2     | 0     | 0     | 0        | 0     | 1     | 0        | --          | .000  | 50    | 11.2     | 15       | 2           | 3        | 0     | 0        | 7        | 0     | 0        | 8     | 8        | 6.17     | 1.54    |
| 2004       | 日本ハム     | 9     | 9     | 0     | 0     | 0        | 5     | 1     | 0        | --          | .833  | 215   | 49.1     | 57       | 8           | 15       | 0     | 2        | 20       | 1     | 0        | 32    | 29       | 5.29     | 1.46    |
| 2005       | 日本ハム     | 17    | 16    | 1     | 1     | 0        | 6     | 4     | 0        | 0           | .600  | 383   | 84.0     | 109      | 9           | 31       | 2     | 5        | 49       | 5     | 0        | 59    | 54       | 5.79     | 1.67    |
| 2006       | 日本ハム     | 10    | 10    | 2     | 0     | 0        | 4     | 4     | 0        | 0           | .500  | 233   | 56.1     | 62       | 6           | 13       | 0     | 1        | 30       | 1     | 1        | 28    | 28       | 4.47     | 1.33    |
| 2007       | 日本ハム     | 42    | 0     | 0     | 0     | 0        | 7     | 4     | 1        | 4           | .636  | 205   | 48.2     | 52       | 2           | 10       | 1     | 1        | 38       | 4     | 0        | 21    | 18       | 3.33     | 1.27    |
| 2009       | 日本ハム     | 45    | 0     | 0     | 0     | 0        | 2     | 1     | 0        | 12          | .667  | 198   | 45.0     | 40       | 5           | 25       | 7     | 2        | 39       | 3     | 0        | 16    | 16       | 3.20     | 1.44    |
| 2010       | 日本ハム     | 2     | 0     | 0     | 0     | 0        | 0     | 0     | 0        | 0           | ----  | 10    | 1.1      | 6        | 0           | 0        | 0     | 0        | 0        | 0     | 0        | 5     | 4        | 27.00    | 4.61    |
| 2010       | 横浜 DeNA    | 54    | 0     | 0     | 0     | 0        | 1     | 2     | 0        | 13          | .333  | 236   | 53.1     | 57       | 4           | 16       | 0     | 6        | 33       | 1     | 0        | 32    | 25       | 4.22     | 1.37    |
| '10計      | 横浜 DeNA    | 56    | 0     | 0     | 0     | 0        | 1     | 2     | 0        | 13          | .333  | 246   | 54.2     | 63       | 4           | 16       | 0     | 6        | 33       | 1     | 0        | 37    | 29       | 4.77     | 1.45    |
| 2011       | 横浜 DeNA    | 65    | 0     | 0     | 0     | 0        | 2     | 2     | 0        | 22          | .500  | 226   | 56.2     | 47       | 6           | 11       | 1     | 3        | 38       | 2     | 0        | 14    | 13       | 2.06     | 1.02    |
| 2012       | 横浜 DeNA    | 2     | 0     | 0     | 0     | 0        | 0     | 0     | 0        | 0           | ----  | 20    | 4.0      | 7        | 2           | 3        | 0     | 0        | 3        | 0     | 0        | 6     | 6        | 13.50    | 2.50    |
| 2013       | ソフトバンク | 23    | 0     | 0     | 0     | 0        | 1     | 1     | 0        | 2           | .500  | 100   | 24.0     | 28       | 1           | 5        | 0     | 0        | 18       | 1     | 1        | 9     | 9        | 3.38     | 1.38    |
| 2014       | ソフトバンク | 3     | 0     | 0     | 0     | 0        | 0     | 0     | 0        | 0           | ----  | 25    | 5.2      | 8        | 1           | 0        | 0     | 0        | 2        | 0     | 0        | 4     | 4        | 6.35     | 1.41    |
| 通算：12年 | 通算：12年   | 277   | 37    | 3     | 1     | 0        | 28    | 20    | 1        | 53          | .583  | 1907  | 441.2    | 490      | 47          | 132      | 11    | 20       | 278      | 18    | 2        | 235   | 215      | 4.48     | 1.41    |

- 横浜（横浜ベイスターズ）は2012年シーズンよりDeNA（横浜DeNAベイスターズ）に球団名を変更
- 各年度の太字はリーグ最高

### 記録
初記録
- 初登板：2002年10月5日、対大阪近鉄バファローズ28回戦（東京ドーム）、6回表に3番手で救援救援、1回1失点
- 初奪三振：同上、6回表にタフィ・ローズから空振り三振
- 初先発登板：2003年9月24日、対福岡ダイエーホークス27回戦（東京ドーム）、7回4失点
- 初勝利・初先発勝利：2004年4月21日、対西武ライオンズ6回戦（西武ドーム）、6回2/3を3失点
- 初完投勝利・初完封勝利：2005年5月14日、対横浜ベイスターズ2回戦（札幌ドーム）
- 初セーブ：2007年6月10日、対読売ジャイアンツ3回戦（東京ドーム）、9回裏1死に3番手で救援登板・完了、2/3回無失点
- 初ホールド：2007年6月30日、対オリックス・バファローズ11回戦（京セラドーム大阪）、7回裏に3番手で救援登板、1回無失点

その他の記録
- 初登板で対戦した第一打者に被本塁打：上記「初記録」の「初登板」の項を参照、6回表無死に水口栄二に左越ソロ ※史上50人目（パ・リーグ27人目、日本ハム投手としては1980年9月3日の高橋正巳以来2人目）[136]
- 1球勝利：2007年8月12日、対西武ライオンズ16回戦（函館オーシャンスタジアム）、8回表1死にアレックス・カブレラを三塁ゴロ併殺打 ※史上24人目（パ・リーグ11人目、日本ハム投手として初）
- オールスターゲーム出場：1回 （2011年）

### 背番号
- 27 （2002年 - 2010年途中、2011年 - 2012年、2020年8月7日）
- 52 （2010年途中 - 同年終了）
- 00 （2013年 - 2014年）

### 登場曲
- 「Enter Sandman」Metallica
- 「フェイク」Mr.Children

## 関連情報

### 出演

#### テレビ番組
- もえスポ（2018年3月24日 - 、毎週土曜日17:00 - 17:25、KHB東日本放送） - メインパーソナリティ
- 熱視線 KHBスーパーベースボール（2017年 - 、KHB東日本放送） - 東北楽天ゴールデンイーグルス戦中継解説者

#### 映画
- レフトフライ（2018年1月13日公開、カエルカフェ、監督：秋原北胤）